# アドルフ・ワーグナー (政治家)

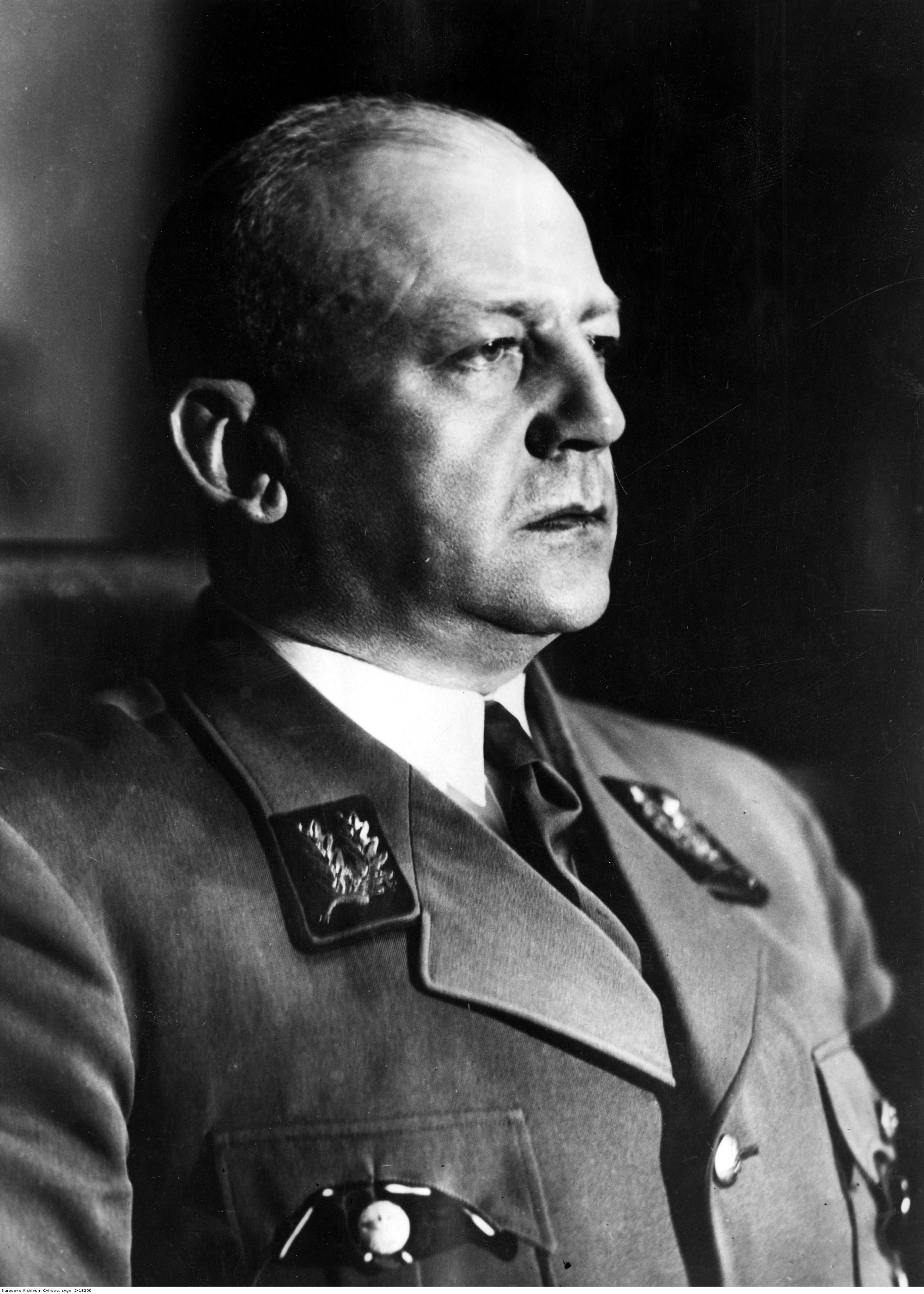
アドルフ・ワーグナー

アドルフ・ワーグナー（Adolf Wagner、1890年10月1日-1944年4月12日）は、ドイツの政治家。国家社会主義ドイツ労働者党のミュンヘン＝上バイエルン大管区指導者を務めた人物。

## 略歴
当時ドイツ帝国領だったロートリンゲン地方アルグリンゲン（Algringen）、現在のフランス領アルグランジュ (Algrange) の出身。実科学校で採鉱を学んでいたが、第一次世界大戦の開戦によりドイツ軍に従軍、右脚を負傷した。
戦後は炭鉱業に戻った。1922年に国家社会主義ドイツ労働者党（ナチ党）に入党した。ミュンヘン一揆の失敗後に一時投獄を受けた。弁論術に定評があり、アドルフ・ヒトラーが一揆後、ミュンヘンやハンブルクでの公開演説が禁止された際には、ヒトラーの原稿を元に代弁を行った。
1928年にはオーバープファルツの行政官となった。1929年にナチ党の大ミュンヘン大管区指導者に任命された。ミュンヘン大管区は1930年にミュンヘン＝オーバーバイエルン大管区に改組されたが、ワーグナーが引き続き大管区指導者を務めた。1944年に死去するまで在職した。
ナチ党の政権掌握後、バイエルン州の副首相、内相に就任した（首相はルートヴィヒ・ジーヴェルト）。1936年にはバイエルン教育文化相に就任。突撃隊にも入隊しており、突撃隊における最終階級は突撃隊大将。
1942年半ば頃からワーグナーは、重度の脳卒中になり、ほとんど活動できなくなった。ワーグナーと不仲だった党官房長マルティン・ボルマンはこれを機にパウル・ギースラー（Paul Giesler）を代わりのミュンヘン＝オーバーバイエルン大管区指導者にしようと画策したが、ワーグナーは辞職を拒否し、大管区指導者の職務を執り続けた。アドルフ・ヒトラーは旧友を大事にする人物だったので、ワーグナーが大管区指導者職に在職することは認めたが、通常の政務はギースラーが行うべきであると指示している。
1944年4月12日に死去。国葬が執り行われ、ワーグナーにはヒトラーよりドイツ勲章が追贈された。しかしボルマンは後任のミュンヘン＝オーバーバイエルン大管区指導者となったギースラーにワーグナーの残した命令はすべて無視するよう命じた。